# Sandra Navidi

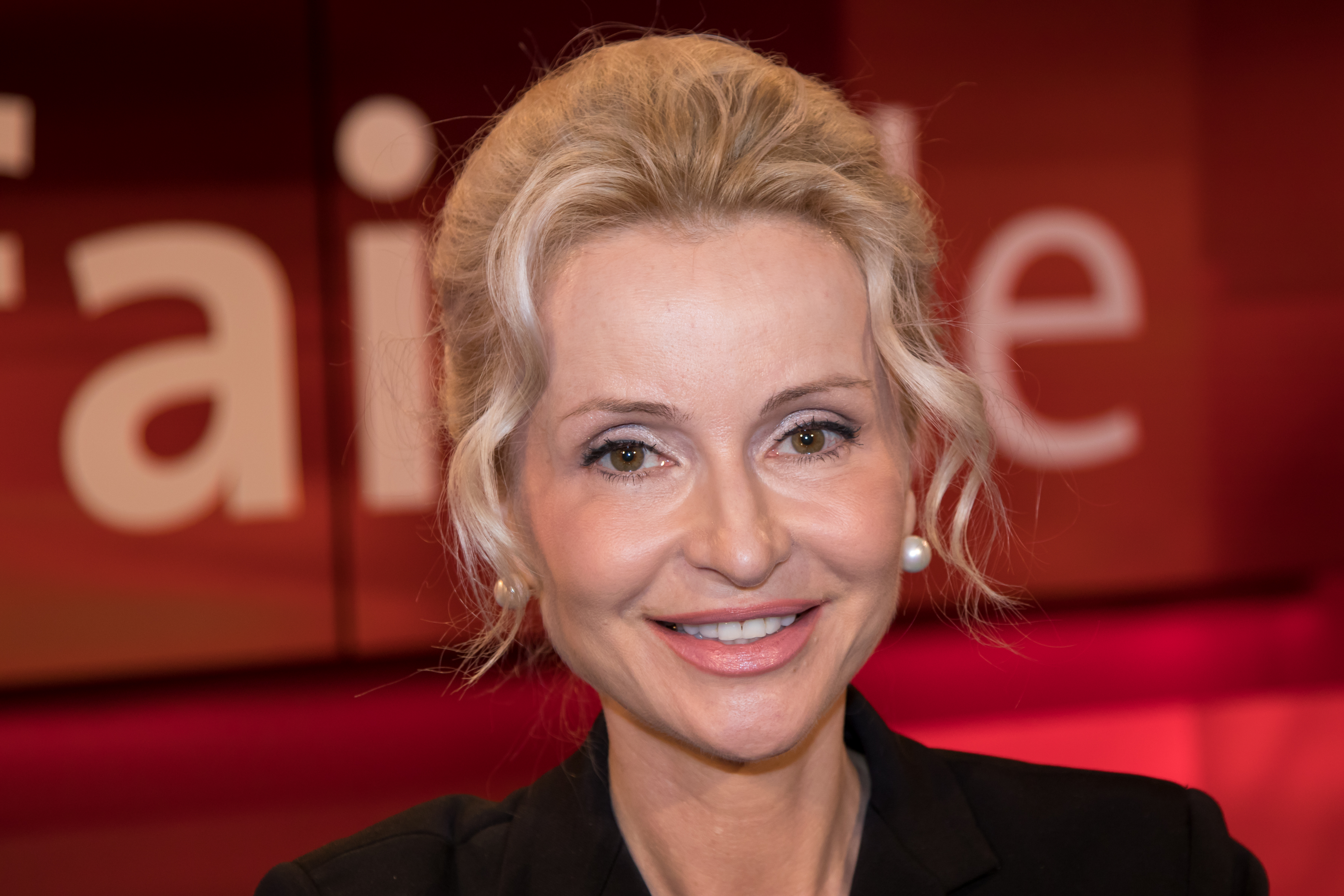
Sandra Navidi (2016)

Sandra Navidi (* in Mönchengladbach) ist eine deutsche Juristin, Autorin sowie Gründerin und CEO von BeyondGlobal LLC. Seit 2009 ist Navidi Finanzexpertin für n-tv.

## Leben und Wirken
Navidi wuchs in Mönchengladbach als Tochter einer deutschen Mutter und eines iranischen Vaters auf. Ihr Vater betrieb ein mittelständisches Unternehmen. Nach dem Abitur am Gymnasium an der Gartenstraße absolvierte sie bis Mitte der 1990er Jahre ein Studium der Rechtswissenschaften an der Universität zu Köln, der Fordham University School of Law und der Universität Paris IV. Sie studierte im Ausland u. a. an der Universiteit Leiden, der University of California in Berkeley, Kalifornien und der University of Arizona in Tucson, Arizona. Außerdem legte sie den Fachanwaltskurs für Steuerrecht und die Wertpapierhandelsprüfung bei der US-Aufsichtsbehörde FINRA (NASD) ab.
Ihre Karriere begann Navidi bei der Wirtschaftsprüfungsgesellschaft Deloitte Deutschland, wo sie Managerin in der Abteilung für internationale Kapitalmärkte war. 2001 siedelte sie nach New York über, wo sie Chefjustiziarin beim Vermögensverwalter Muzinich & Company wurde. Ab 2006 war sie als Investmentbankerin bei Scarsdale Equities tätig. Nachfolgend gehörte sie zum Beraterstab des Ökonomen Nouriel Roubini, Professor für Volks- und internationale Betriebswirtschaftslehre sowie Mitbegründer und Präsident von Roubini Global Economics. In seinem Team sollte sie strategische Allianzen anbahnen und als Bindeglied zwischen Kunden und der Research-Abteilung fungieren. In dieser Tätigkeit war sie regelmäßige Besucherin von Meetings des Internationalen Währungsfonds, der Weltbank, des Weltwirtschaftsforums, von Konferenzen des Milken-Institute und anderer Einrichtungen, wo sie die Ansichten von Roubinis Firma internationalen Medien vermittelte. Auch war sie in die Organisation von Roubinis Kundendinners involviert, die dem Networking der „Finanzelite“ dienen.
Seit 2011 bietet Navidi in der von ihr gegründeten und in New York ansässigen Firma BeyondGlobal, LLC Unternehmens- und Strategieberatung an. Mit der internationalen Anwaltskanzlei Urban Thier & Federer ist sie als Of Counsel assoziiert.
Navidi ist zugelassene Rechtsanwältin im Bundesstaat New York und in Deutschland.

## Medienpräsenz
2006 hatte Navidi eine Hauptrolle in der ersten Staffel der Dokumentation Wall Street Warriors. 2018 wurde auf n-tv ihre dreiteilige Reportagereihe Wie tickt Amerika? ausgestrahlt. Ende Mai 2019 startete ihre wöchentliche Kolumne über Finanz- und Wirtschaftsthemen in der Bild-Zeitung, Ende November 2019 und Mitte Juni 2025 war sie bei Maischberger zu Gast sowie mehrmals bei Maybrit Illner und Markus Lanz. Zudem ist sie in der Dokumentation 10 Jahre Finanzkrise des WDR zu sehen; ebenso 2021 in einer ZDF-Dokumentation über den Wirecard-Skandal.

## Mitgliedschaften
- Atlantic Council
- American Council on Germany
- Rotary Club of New York
- Human Rights Watch

## Preise und Auszeichnungen
- 2016: Bloomberg’s Best Books of the Year[15]
- 2018: Silbermedaille bei den Axiom Business Book Awards[16]
- 2019: Intermedia-globe Silver Auszeichnung in der Kategorie Dokumentationen beim World Media Festivals in Hamburg für die dreiteilige Reportagereihe Wie tickt Amerika?[17]

## Werke
- Sandra Navidi: Super-hubs: Wie die Finanzelite und ihre Netzwerke die Welt regieren. FinanzBuch Verlag, München 2016, ISBN 978-3-86248-868-1.
- Sandra Navidi: Das Future-Proof-Mindset: Die vier essenziellen Regeln für Ihren Erfolg im Zeitalter der Künstlichen Intelligenz.[18] FinanzBuch Verlag, München 2021, ISBN 978-3-95972-454-8.
- Sandra Navidi: Die DNA der USA: Wie tickt Amerika? FinanzBuch Verlag, München 2022, ISBN 978-3-95972-631-3.

## Filmografie
- DAS!, 1991
- Wall Street Warriors, 2006
- Bad Banks, 2018
- The New Corporation: The Unfortunately Necessary Sequel, 2020